# 穆雷洛
穆雷洛（義大利語：Murello），是意大利库内奥省的一座市镇。总面积17.19平方公里，人口970人，人口密度56.4人/平方公里（2009年）。ISTAT代码为004146。